# John Donne
John Donne (19 tháng 7 năm 1572 – 31 tháng 3 năm 1631) – nhà thơ Anh theo trường phái siêu hình, tác giả của thơ sonnet, thơ tình, bi ca và những lời thuyết giáo nổi tiếng, là một trong những nhà thơ lớn của Anh thế kỉ 17.

## Tiểu sử

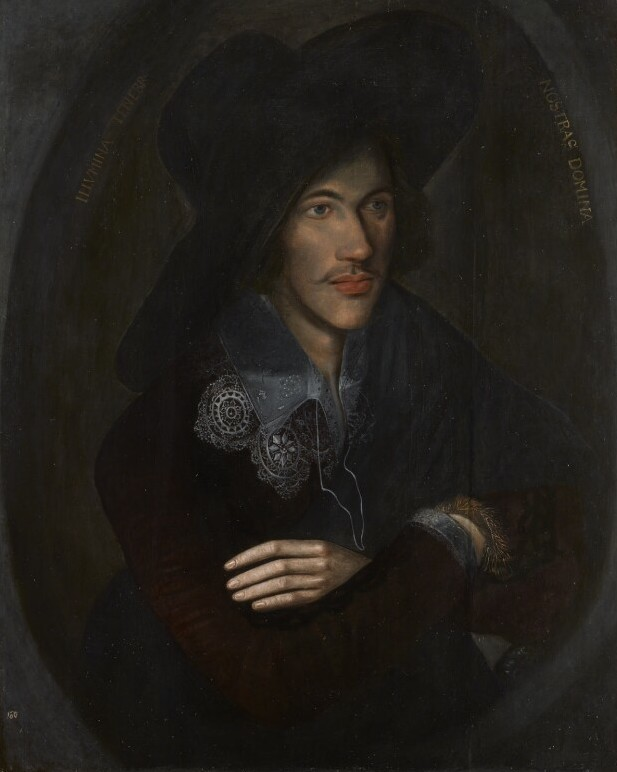
John Donne thời trẻ

John Donne sinh ở Bread Street, London trong một gia đình theo đạo Công giáo. Bố là một thương gia, mất khi John Donne mới lên 4 tuổi, mẹ ông là con gái của nhà thơ, nhà viết kịch Heywood. Trong số những người đời trước có nhà nhân văn Thomas Moore, tác giả của Utopia nổi tiếng. Năm 20 tuổi, John Donne vào học ở Hart Hall (ngày nay là trường Hertford College, Oxford), sau đó học Đại học Oxford và Đại học Cambridge nhưng ông không được nhận bằng từ cả hai nơi này do những người tốt nghiệp những trường Đại học này phải theo Anh giáo, trong khi John Donne là tín đồ Công giáo.
Sau khi nghỉ học, John Donne đi du lịch sang Ý và Tây Ban Nha. Năm 1891, vào học tại Lincoln's Inn trong 3 năm. Những năm 1596-1597 theo ngài bá tước Essex tham gia vào trận đánh Cadiz ở Tây Ban Nha, sau đó làm thư ký cho ngài Thomas Egerton.
John Donne yêu cô Anne More, cháu của ngài Thomas Egerton, sau đó hai người bí mật làm đám cưới, khi ngài Egerton biết chuyện đã đuổi việc và bắt John Donne vào tù.
Sau khi mãn hạn tù John Donne cùng Anne More về thăm quê ngoại và viết tác phẩm Ignatius his Conclave mong cải thiện điều kiện khó khăn về tài chính. Hai lần (năm 1601 và năm 1614) John Donne được bầu vào Quốc hội Anh, trở thành một nghị sĩ giàu có và rất đông con.
Năm 1617 Anne More mất, kể từ đây sáng tác của John Donne đượm vẻ u ám và thần bí hơn trước.
John Donne mất năm 1631, trước khi chết ông còn đọc lời thuyết giáo để dùng trong lễ tang và sai người nhà vẽ chân dung đặt vào áo quan. Sau khi mất, gần 200 năm John Donne bị người đời quên lãng, chỉ đến đầu thế kỉ XX nhà thơ William Butler Yeats mới tìm thấy bậc tiền bối của mình. Thế kỉ XX John Donne là nhà thơ cổ điển thời thượng bậc nhất ở nước Anh.
Câu thuyết giáo nổi tiếng: "Con người không phải là một hòn đảo, không chỉ là tự mình; mỗi người là một phần của lục địa, một phần của tổng thể; nếu sóng biển cuốn đi dù chỉ một hòn đất thì châu Âu sẽ trở nên bé hơn, cũng như nếu sóng biển cuốn đi cả vùng đất mũi hay ngôi nhà của bạn anh, hay ngôi nhà của riêng anh. Cái chết của mỗi con người làm cái tôi nhỏ lại vì tôi là một phần của toàn nhân loại, và bởi thế anh đừng bao giờ hỏi chuông nguyện hồn ai: chuông nguyện hồn anh đấy". Những lời này của John Donne được nhà văn Ernest Hemingway dùng làm đề từ của cuốn tiểu thuyết nổi tiếng "Chuông nguyện hồn ai".

## Tác phẩm
Thơ:
- He had done most of his poems in 1633.
- Poems on Several Occasions (1719).
- Love Poems (1905).
- John Donne: Divine Poems, Sermons, Devotions and Prayers (1990).
- The Complete English Poems (1991).
- John Donne's Poetry (1991).
- John Donne: The Major Works (2000).
- The Complete Poetry and Selected Prose of John Donne (2001).

Văn xuôi:
- Six Sermons (1634).
- Fifty Sermons (1649).
- Paradoxes, Problemes, Essayes, Characters (1652).
- Essayes in Divinity (1651).
- Sermons Never Before Published (1661)
- John Donne's 1622 Gunpowder Plot Sermon (1996).
- Devotions Upon Emergent Occasions and Death's Duel (1999).